# La Casa Rússia (novel·la)
|  | Aquest article tracta sobre la novel·la. Vegeu-ne altres significats a «La casa Rússia (pel·lícula)». |

La casa Rússia (títol original en anglès: The Russia House) és una novel·la d'espionatge escrita per l'anglès John le Carré i publicada l'any 1989. Ràpidament va estar traduïda al català, com la majoria de novel·les d'aquest autor. L'any 1990 se'n va fer una adaptació cinematogràfica, La casa Rússia, protagonitzada per Sean Connery i Michelle Pfeiffer.

## Context de la novel·la
La història narrada ocorre durant els primers anys de la perestroika, en concret un estiu del tercer any després del començament d'aquesta, sota el govern a la Unió Soviètica de Mikhaïl Gorbatxov. És l'any que es promulga la llei que permet la propietat privada. Es tracta de l'època en la qual Le Carré va escriure el llibre.
La narració explica el declivi de la Unió Soviètica i en certa manera prediu el seu enfonsament imminent, però cal recordar que està escrita (molt poc) abans de la caiguda del mur de Berlín, que va tenir lloc el 1989, quan la novel·la, acabada de publicar, ja havia estat escrita.
Ocorre principalment a Rússia; a Moscou i Leningrad; i a Londres, tot i que també en una illa dels Estats Units pertanyent a la CIA.

## L'autor
John le Carré és un escriptor anglès que va estudiar a Berna i Oxford, va ser professor universitari a Eton i posteriorment va passar cinc anys als serveis secrets britànics. Va començar escrivint novel·les d'espionatge i ja la seva tercera novel·la, L'espia que va sorgir del fred, li va donar fama internacional.
Quan va escriure La casa Rússia ja era reconegut internacionalment. Se n'han fet diverses adaptacions al cinema, de novel·les seves, com La noia del tambor i de sèries de televisió, com la d'Un espia perfecte, produïda per la BBC.
Tot i que Le Carré va començar escrivint novel·les purament d'espionatge, sovint centrades en la guerra freda i el paper de la Gran Bretanya i els seus serveis secrets, aquesta novel·la marca la seva transició d'aquest tema als posteriors, que es basen sobretot en temes d'actualitat, sempre amb un rerefons que mostra al lector els secrets dels serveis d'espionatge sobretot del seu país, però molt sovint lligats a problemes internacionals i basats especialment en un altre. Una de les característiques comunes a les obres de Le Carré és el profund coneixement que demostra de les realitats dels temes que tracta.

## Estil
La novel·la proposa també el tema del romanticisme, no sols de cara a l'amor d'una persona amb una altra, sinó de l'amor individual enfrontat contra grups grans i poderosos, habitualment considerats bel·ligerants i amb una sofisticada organització. El punt de vista és irreverent, de vegades irònic i amb una voluntat d'optimisme. La novel·la és principalment d'intriga, amb aventures i moments divertits. Com en moltes novel·les de Le Carré (evidentment, a part de les protagonitzades per l'agent Smiley), la història comença amb una persona "anònima", allunyada de qualsevol mena de relació amb intrigues i serveis secrets, que a poc a poc es va introduint, i el lector amb ella, en aquest món.

## Argument
Niki landau és un comerciant anglès que va a una fira a Moscou per motius professionals. Allà, una noia russa, Katya Orlova (en la pel·lícula, Pfeiffer), li demana si pot fer-li el favor de, quan torni a Anglaterra, enviar-li un paquet dirigit a un tal Barley Blair (interpretat en el cinema per Connery). Coneixem llavors Blair, un petit editor bevedor, aficionat al jazz, amb diversos fracassos matrimonials a l'esquena i unes regles de vida pròpies particulars. En el fons, però, creu en l'amor i a servir i ser útil a una causa pels seus ideals. La jove i bella Katya, amb el seu paquet que presumptament conté informació vital per a defendre els països occidentals, representa per a ell tot allò amb el qual somiava.